# 탄필레바섬

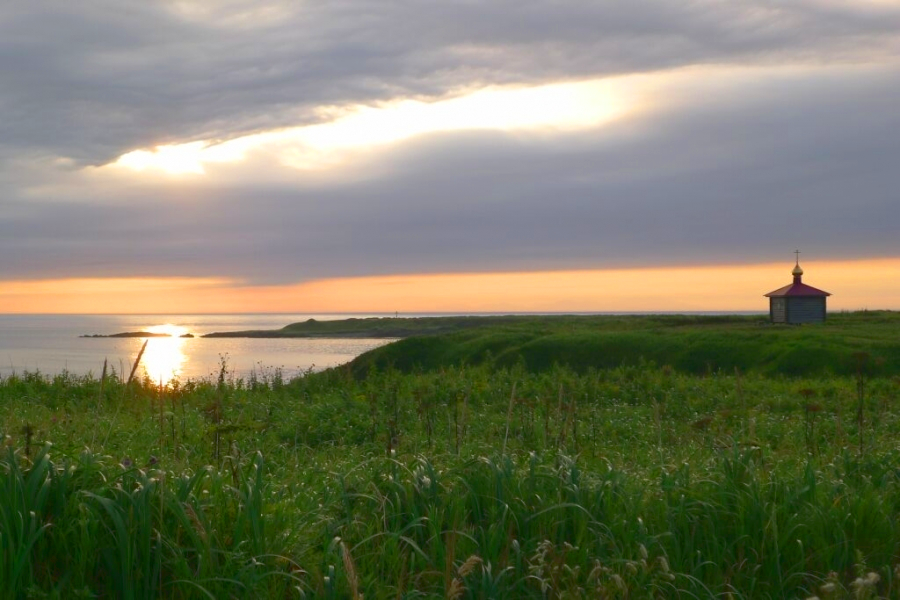
탄필레바섬의 경치

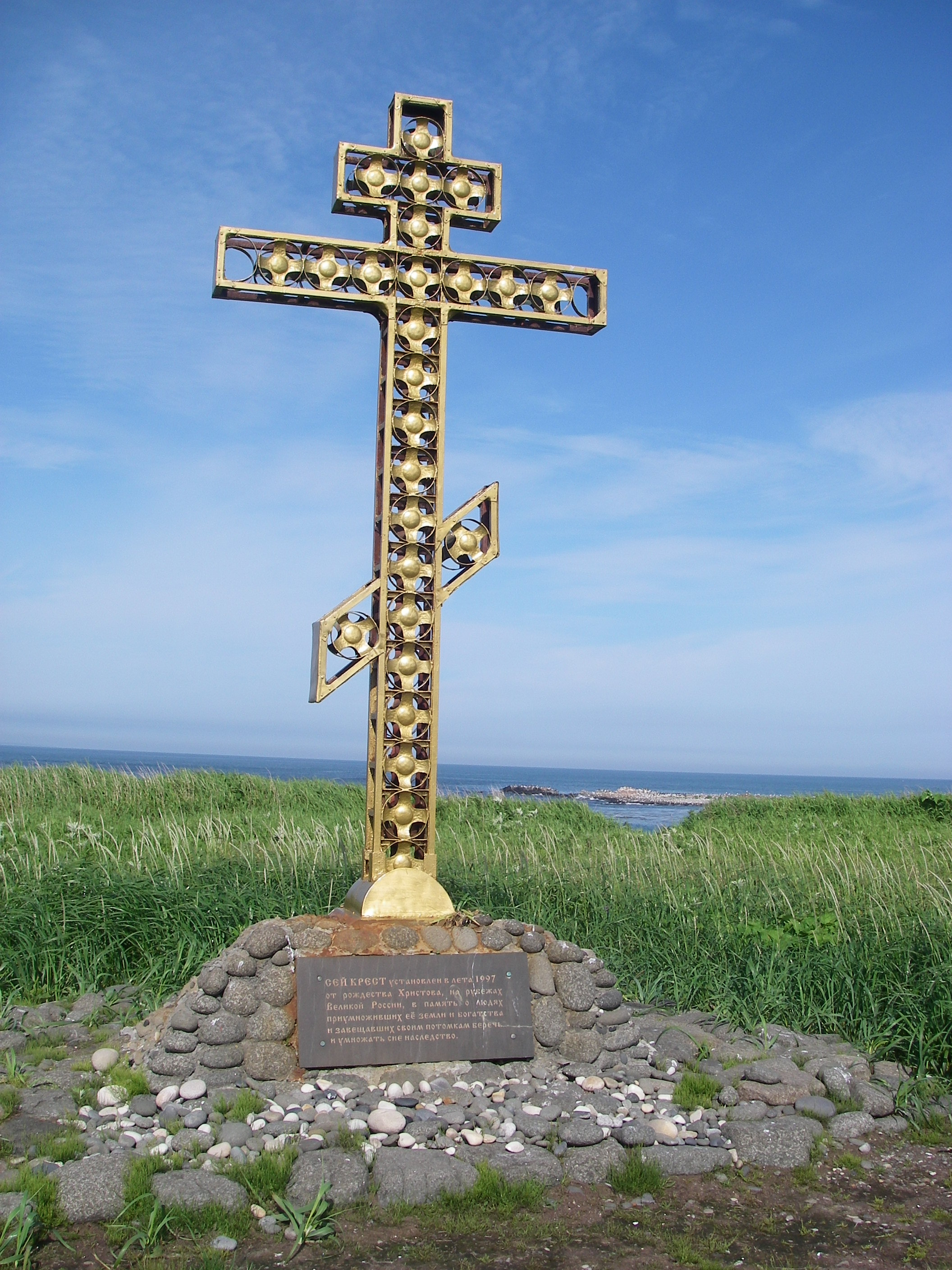
탄필레바섬에 있는 러시아식 십자가

탄필레바섬(러시아어: Остров Танфильева, 일본어: 水晶島 스이쇼지마[*])은 쿠릴 열도의 하보마이 군도에 있는 작은 섬이다. 네무로시의 노삿푸곶에서 불과 7km의 거리에 있는 섬이고, 시그날니섬 다음으로 홋카이도에서 가장 가깝다.
1945년 9월 3일 이후 소련의 영토가 되었고, 현재는 러시아의 영토이다. 러시아의 사할린주에 속해 있다. 소비에트 연방과 일본이 1956년에 발표한 소-일 공동 선언에서 소련은 하보마이 군도및 시코탄섬을 일본에 반환하는 것에 동의했지만 1960년에 일본이 미국과 미일 안보 조약을 체결하자 소련은 거세게 반발하며 하보마이 군도와 시코탄섬의 반환 동의도 취소하고 반환하지 않았다.
다만 소련이 붕괴된 직후 이 섬은 러시아가 뒤를 이어 계승하여, 러시아의 영토가 되었다. 그리고 태평양 전쟁 직전에는 931명의 주민이 있었으나, 현재는 러시아 연안경비대만 상주하게 되는 무인도이다.

## 같이 보기
- 일소공동선언